# Fortica
Fortica eller Forticafästningen (kroatiska: Tvrđava Fortica), lokalt även kallad Španjola eller Španjolafästningen (Tvrđava Španjola), är en kulturmärkt fästning och tidigare försvarsverk i staden Hvar på ön med samma namn i Kroatien. Fästningen uppfördes under den venetianska administrationen år 1551 och har sedan tillkomsten om- och tillbyggts flera gånger. Den uppfördes på grunderna av och ersatte en äldre venetiansk fästning vars uppförande påbörjades år 1278 då Hvar blev en venetiansk besittning. Arkeologiska fyndigheter tyder på att befästningen från år 1278 i sin tur uppfördes på grunderna av en ännu äldre konstruktion.
Fortica är idag en av Hvars främsta turistattraktioner och landmärken. I försvarsverket finns ett litet museum med en kollektion av amforor. 

## Etymologi
Fästningens namn Fortica härrör från italienskans 'fortezza' med betydelsen "Lilla borgen". Det lokala namnet Španjola härrör från italienskans "spagnolo" med betydelsen 'spansk', i förlängningen 'spanska fästningen', vilket har att göra med att spanska ingenjörer under 1300-talet deltog i dess förstärkning och tillbyggnad.    

## Historik
Befästningsverket Fortica har spelat en viktig roll i Hvars historia och stadens försvar. Tillsammans med stadsmuren utgjorde den stadens primära försvarsanläggning. 
Äldre krönikor vittnar om försvarsverkets historiska betydelse. Den 19 oktober 1571 angreps staden Hvar av den osmanska flottan som lät 73 fartyg ankra i havet utanför staden. Lokalbefolkningen tog sin tillflykt till Forticafästningen där de förskansade sig medan de muslimska osmanerna lät bränna ned staden, inklusive Arsenalen, Rektorspalatset, de kommunala kanslierna och alla kyrkor och kloster. Tidigt på morgonen den 1 oktober 1579, åtta år efter den osmanska attacken, orsakade ett blixtnedslag i krutkällaren på Forticafästningen kedjeexplosioner där kringflygande brinnande bråte antände flera byggnader i staden. Flera av Hvars offentliga byggnader härstammar från återuppbyggnaden efter dessa explosioner. Fästningen restaurerades därefter under den venetianske dogen Pietro Semitecolos regeringstid i början av 1600-talet. I samband med restaureringen tillkom bastionerna i barockstil. 